# Банатски алманах
Банатски алманах је излазио 1827. и 1828. године у Темишвару. Последња књига прештампана је у Будиму 1829. године.

## Издавач Димитрије П. Тирол
Издавач зборника био је Димитрије П. Тирол (1793-1857), српски писац, преводилац и издавач. Сарађивао је са Вуком Стефановићем Караџићем, а током 1827. написао је Славенску граматику, прву књигу штампану Вуковим правописом. Покренуо је и алманахе Месецослов и Уранија.

## О зборнику
Објава за алманах из 1827. године штампана је у марту 1826. У објави се наводи:
„народ се обавештава да ће се Банатски алманах за 1827. год. штампати у Будиму и да ће до средине месеца августа бити послат свима који су се за тај алманах пријавили. Алманах ће садржати: Календар, наш и Римски, временску прогнозу, списак вашара, родослов - не само царева и краљева већ и свих господара Европских, статистичке податке, историјски опис Баната, поучне приповетке, досетке... Након садржаја дата је и цена: 1 форинт сребра, и крајњи рок - крај маја, до када алманах може да се уплати по тој цени. После тог рока алманах ће бити скупљи јер ће бити штампан на великом и лепом папиру. На крају је молба издавача да му заинтересовани на време пошаљу имена уз новац.“ 
Зборник су чинили разни статистички прегледи, спискови и информације: родослови европских владара, преглед држава у Европи и свету са подацима о величини и броју становника, преглед словенских народа насељених у Европи, списак српских владара и др. са посебним статистичким подацима о Банату.
Књижевне, забавне прилоге, чинили су чланци и преведене поучне приповетке и песме и практична упутства.

### Сарадници
Једини сарадник у Банатском алманаху је био Георгије Чокрљан; остале прилоге вероватно је писао или преводио сам уредник, Димитрије Тирол, анонимно.